# Qeshlāq Chāy
Qeshlāq Chāy (persiska: قشلاق چای) är en ort i Iran.   Den ligger i provinsen Ardabil, i den nordvästra delen av landet, 400 km nordväst om huvudstaden Teheran. Qeshlāq Chāy ligger 1 446 meter över havet och antalet invånare är 264.
Terrängen runt Qeshlāq Chāy är platt åt sydväst, men åt nordost är den kuperad. Runt Qeshlāq Chāy är det ganska tätbefolkat, med 139 invånare per kvadratkilometer. Närmaste större samhälle är Namīn, 2,5 km öster om Qeshlāq Chāy. Trakten runt Qeshlāq Chāy består till största delen av jordbruksmark.